# Garry Lyle
Garry Thomas Lyle (* 20. Oktober 1945 in New Martinsville, West Virginia) ist ein ehemaliger US-amerikanischer American-Football-Spieler auf der Position des Safeties. Er spielte während seiner gesamten Profikarriere für die Chicago Bears in der National Football League (NFL).

## Frühe Jahre
Lyle ging in Verona, Pennsylvania, auf die Highschool. Später besuchte er die George Washington University in Washington D. C. Er ist bis heute der letzte Spieler von dieser Universität, der in einem NFL-Draft ausgewählt wurde.

## NFL
Lyle wurde im NFL-Draft 1967 in der dritten Runde an 63. Stelle von den Chicago Bears ausgewählt. Hier blieb er bis 1974 und beendete dort seine Profikarriere.

## Persönliches
Sein Sohn Keith Lyle spielte ebenfalls als Safety in der NFL.